# Verkalamp (Ockelbo socken, Gästrikland, 674834-153651)
Verkalamp är en sjö i Ockelbo kommun i Gästrikland och ingår i Gavleåns huvudavrinningsområde.